# مرکور ایکس‌آر۴تی‌آی
مرکور ایکس‌آر۴تی‌آی (Merkur XR4Ti) خودرویی است که در سال‌های ۱۹۸۵ تا ۱۹۸۹در اسنابروک تولید شده‌است.
این خودرو در کلاس خودرو کامپکت قرار گرفته و طراحی آن خودروهای موتور جلو-محور عقب بوده است. سیستم جعبه‌دندهٔ آن ۳ دنده به دو صورت خودکار و دستی است.